# Honda CB 1000R
La Honda CB 1000R è un motociclo prodotto dalla casa motociclistica giapponese Honda dal 2008 al 2023.

## Descrizione
La CB1000R è una naked della famiglia CB, dotata di un propulsore da 1000 cm³ a quattro cilindri, presentata per la prima vola all'EICMA nel novembre 2007 in sostituzione del Honda CB 900F Hornet.
Dal punto di vista del design e dello stile, la CB1000R riprende molti elementi dalla coeva Honda CB 600F Hornet del 2007. Il motore è una versione pesantemente modificata del unità che equipaggia la CBR 1000RR del 2007. La sospensione anteriore utilizza una forcella telescopica HMAS a steli rovesciati da 43 mm con precarico continuo e regolazioni in compressione/estensione con escursione di 110 mm. Invece nella parte posteriore vi è un monoammortizzatore con ammortizzatore HMAS caricato a gas con precarico a 10 livelli e regolazione continua dello smorzamento in estensione e corsa dell'escursione di 130 mm.
Nel novembre 2017 sempre ad EICMA Honda ha presentato la nuova generazione della CB 1000R, insieme alla CB 125R e alla CB 300R.